# Christopher Dahl
Christopher Dahl, född 17 maj 1758 i Saleby församling, Skaraborgs län, död 4 september 1809 i Uppsala-Näs församling, Uppsala län, var en svensk präst, språkvetare och psalmdiktare. Han var bror till Linnélärjungen Anders Dahl och författaren och prosten Erik Dahl samt halvbror till Olof Kolmodin den yngre. 

## Biografi
Christopher Dahl föddes 1758. Han var son till prosten Christopher Dahl i Saleby församling. Dahl blev 1775 student och avlade 1782 magisterexamen. Han prästvigdes 16 juni 1782 och blev 1783 extra ordinarie skvadronspredikant vid Nylands dragoner. Eloqu. et Poes. docens 1784 och fick fullmakt som kunglig hovpredikant 20 april 1786. Erhöll Svenska Akademiens Stora pris i vältalighet för en översättning av Ciceros Catilianariska tal 1789. Talade för akademins vägnar över freden med Ryssland 5 oktober 1790. Dahl blev professor i grekiska språket vid Uppsala universitet 5 oktober 1790, ledamot av Ecklesiastikkommittén, 7 oktober 1793 kyrkoherde i Näs prebendepastorat 28 februari 1795 och ledamot av bibelkommissionen 1796, prost 27 april 1796, samt teologie doktor 1800. Han blev 17 maj 1803 ledamot av Kungliga Vitterhets Historie och Antikvitets Akademien, orerade 1 november 1796 på latin i anledning av konungens tillträdde av regeringen och parenterade över ärkebiskop Uno von Troil 1804.  Vårterminerna 1792, 1801 och 1808 var han rektor för Uppsala universitet. Han avled 1809 i Uppsala-Näs församling.

### Familj
Dahl var gift med Helena Margareta Noring. Hon var dotter till handlanden Jon. Norgin i Uppsala. De fick tillsammans barnen Christina Helena Dahl och Margareta Charlotta Dahl som var gift med löjtnanten H. Bratt.

## Psalmer
- Den svenska psalmboken 1819
  - 82 O Gud, varthän ett hjärta drivs
  - 92 Skåda, skåda nu här alla (1937 nr 92 respektive 1986 nr 142) bearbetad 1809
  - 164 Allt är redo, fallna släkte; (1937 nr 256) bearbetad 1807
  - 166 Gud, min Gud, som dig förbarmar (1937 nr 258) bearbetad 1807
  - 220 Jag vill dig prisa, Gud, min styrka (1937 nr 296) bearbetad 1807
  - 236 Ljuva kors, min själs behov, bearbetning
  - 361 Herre, mäktig att befalla
  - 367 O Gud, som skiftar allt (1937 nr 389) bearbetad 1807
  - 443 Var nu redo, själ och tunga (1937 nr 443) bearbetad 1807
  - 489 Kom, jordens barn, eho du är (1937 nr 548) bearbetad 1807
  - 377 O du som har Ett hult försvar (1937 nr 507) bearbetad 1807

- Ack, Jesu Krist, mig nåd bete (1937 nr 554) bearbetad 1793
- Allt är redo! Lyssna alla! (1986 nr 534) bearbetad 1807
- Dig, min Jesus, nu jag skådar (1986 nr 446) bearbetad 1793
- Förgäves all vår omsorg är (1937 nr 500 respektive 1986 nr 595) skriven 1807
- Herre Jesu, vi befalla (1921 nr 629) översatt eller bearbetad okänt årtal
- Jag vill dig, Gud, med glädje prisa (1986 nr 242) bearbetad 1807
- O Gud, ditt folk dig beder (1937 nr 225) bearbetad 1807
- Vart flyr jag för Gud och hans eviga lag? (1937 nr 260 respektive 1986 nr 547) bearbetad 1807. Finns på Wikisource.
- Vilken kärlek oss bevisad (1937 nr 80) bearbetad 1807
- Älskar barnet modersfamnen (1937 nr 558) bearbetad 1807

I 1937 års psalmbok fanns han företrädd med 14 verk (nr 80, 92, 225, 256, 258, 260, 296, 389, 443, 500, 507, 548, 554 och 558).
I Den svenska psalmboken 1986 finna han representerad med ett originalverk (nr 595) och fem bearbetningar/översättningar (nr 142, 242, 446, 534 och 547), därtill har han sannolikt funnits med i frikyrkliga psalmböcker.